# 2006年太平洋飓风季时间轴

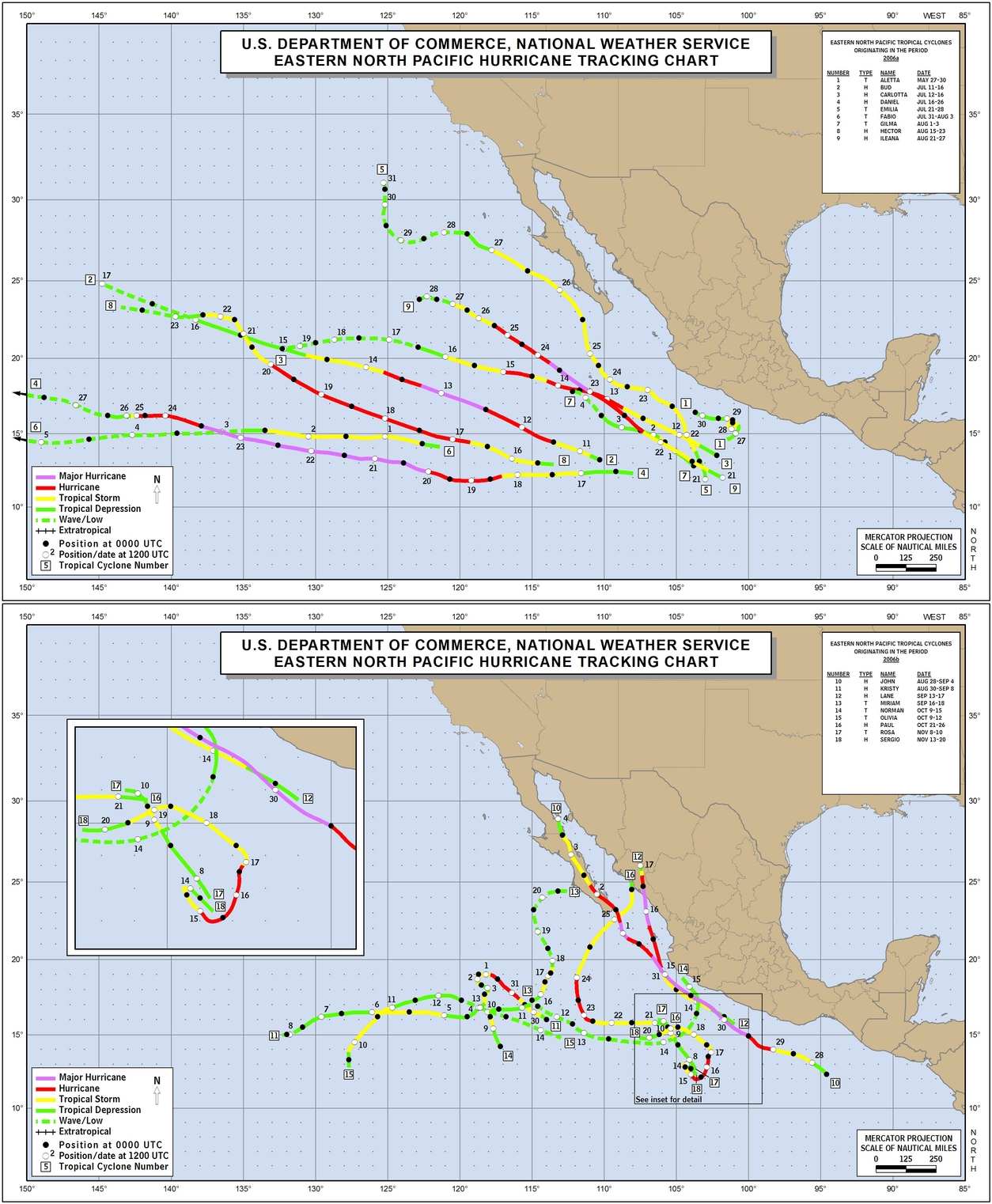
2006年太平洋飓风季所有风暴的路径图

2006年太平洋飓风季是2000年太平洋飓风季之后最活跃的太平洋飓风季，产生了多达21个热带气旋，其中19个达到热带风暴甚至飓风强度。本季于2006年5月15日从东太平洋（西经140°以东的太平洋）、1997年6月1日从中太平洋（国际日期变更线到西经140°的太平洋）正式开始，同年11月30日结束，传统上这样的日期界定了一年中绝大多数热带气旋在国际日期变更线以东太平洋形成的时间段。5月下旬在墨西哥西南近海形成的热带风暴阿莱塔是本季首场风暴，接下来整个6月里一共只形成了一个热带低气压。7月一共形成了5场获得命名的风暴，其中包括全季次强风暴飓风丹尼尔。8月也形成了6场风暴，其中包括飓风伊欧凯和飓风约翰。9月相对而言较为平静，一共只产生两场风暴，其中包括飓风莱恩。10月和11月分别形成了三场和两场风暴，这也是有纪录以来11月首次有多于一场热带风暴形成。
2006年太平洋飓风季时间轴中记录了全年东太平洋盆地所有热带和亚热带气旋形成、增强、减弱、登陆、转变成温带气旋以及消散的具体信息。美国国家飓风中心每年都会对前一年飓风季的所有天气系统进行重新分析，并根据结果更新其风暴数据库，因此以下时间轴中还包含有实际操作中没有发布的信息。包括风速、位置、距离在内的所有数字都是经四舍五入换算成整数。

## 风暴时间轴

### 5月
5月15日
- 东太平洋飓风季正式开始。

5月27日

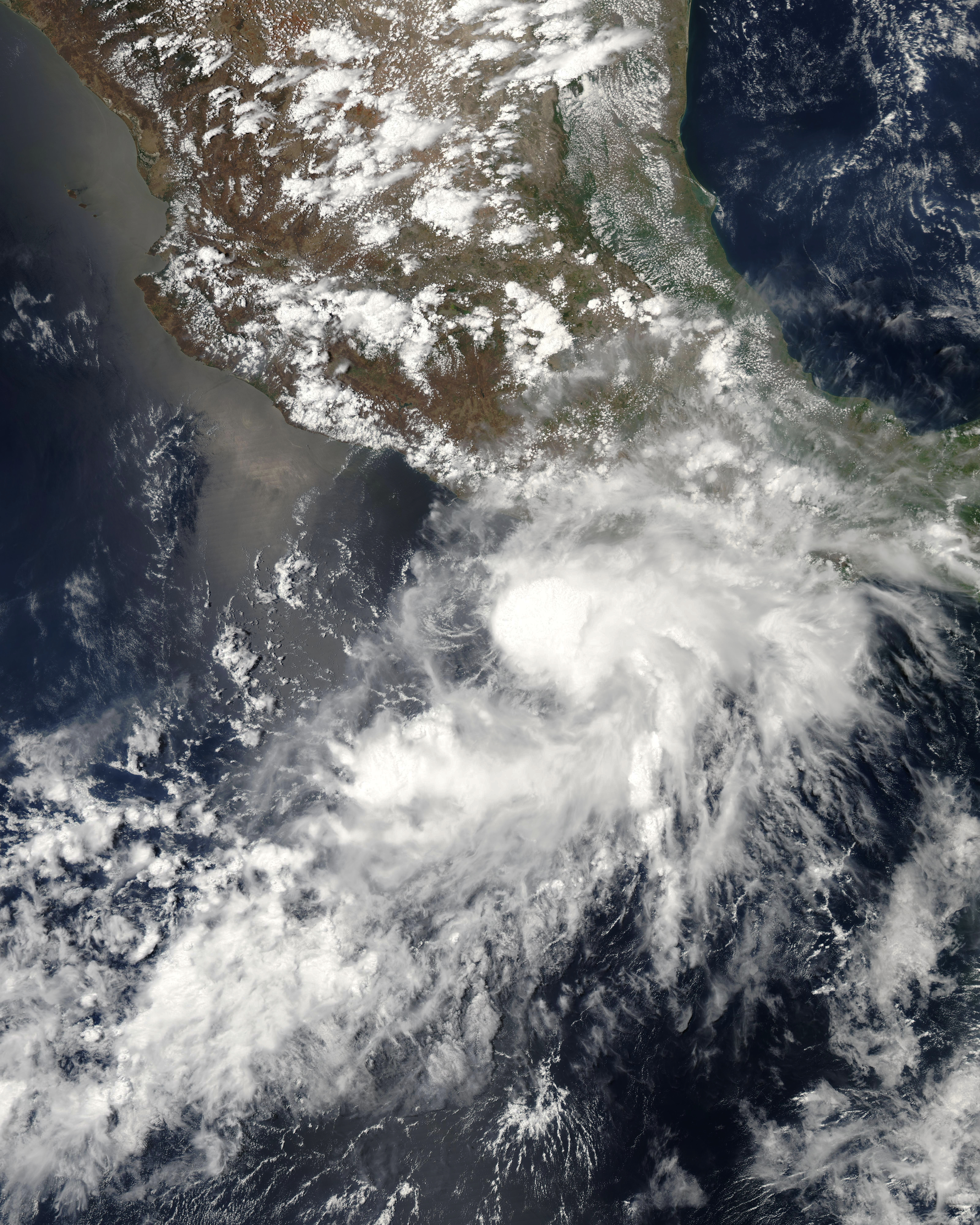
热带风暴阿莱塔

- 协调世界时早上6点：第一号热带低气压在墨西哥阿卡普尔科西南方向约305公里海域发展形成。
- 下午18点：第一号热带低气压达到热带风暴强度并获名“阿莱塔”（Aletta）。

5月30日
- 凌晨3点：热带风暴阿莱塔降级成热带低气压。

5月31日
- 凌晨0点：热带低气压阿莱塔退化成残留低气压。

### 6月
6月1日
- 中太平洋飓风季正式开始。

6月3日
- 晚上19点：第二E号热带低气压在墨西哥锡瓦塔内霍西南方向约230公里洋面形成。

6月5日
- 早上6点：第二号热带低气压消散。

### 7月
7月11日

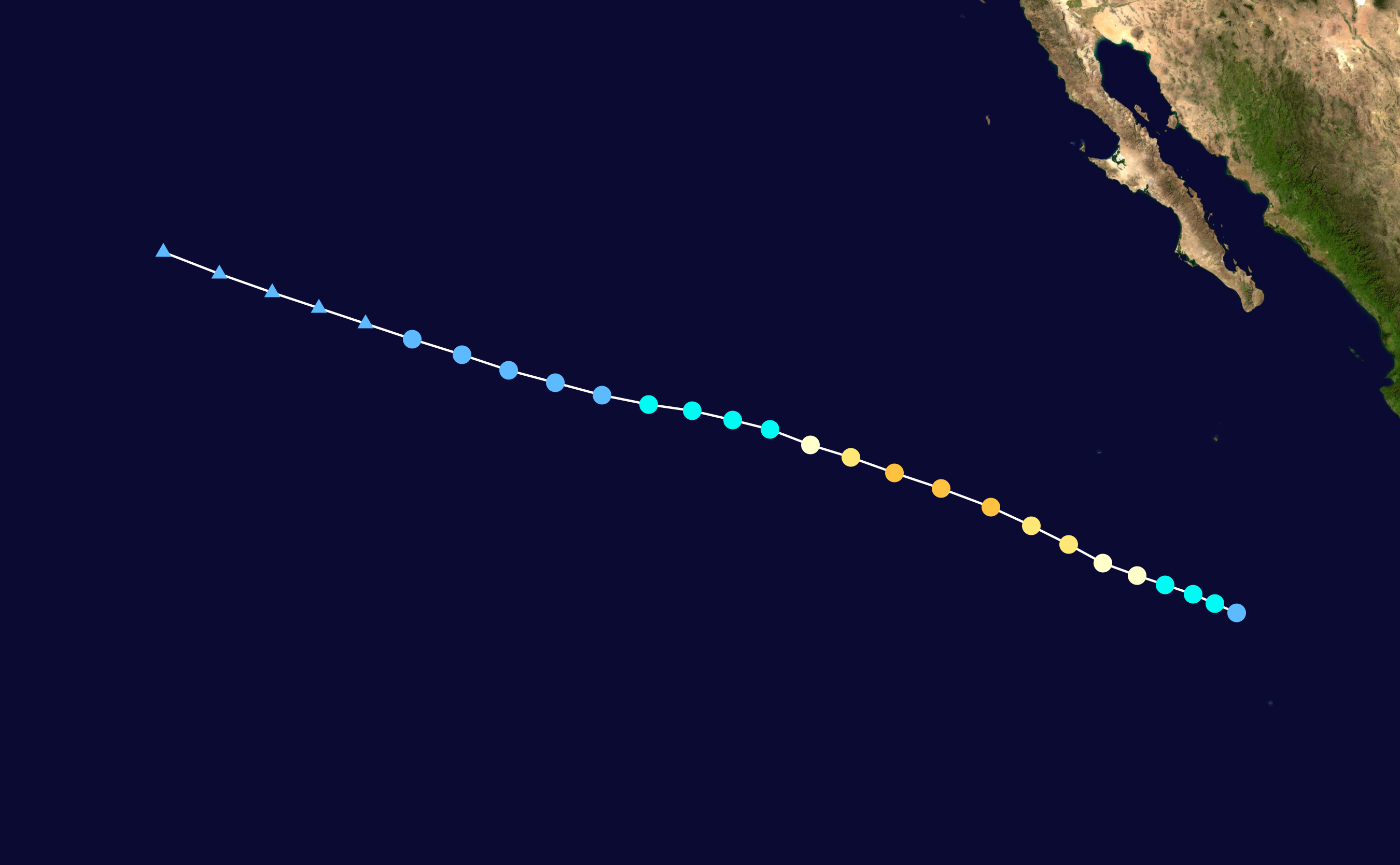
飓风巴德行进路径图

- 凌晨0点：第三号热带低气压在墨西哥锡瓦塔内霍以南约1295公里海域形成。
- 早上6点：第三号热带低气压达到热带风暴强度并获命名为“巴德”（Bud）。

7月12日
- 凌晨0点：热带风暴巴德成为本季首场飓风。
- 凌晨0点：第四号热带低气压在锡瓦塔内霍以南约465公里洋面发展形成。
- 早上6点：第四号热带低气压升级成热带风暴并获名“卡洛塔”（Carlotta）。
- 中午12点：飓风巴德成为二级飓风。

7月13日
- 凌晨0点：飓风巴德成为本季首场大型飓风。
- 早上6点：热带风暴卡洛塔成为本季第二场飓风。

7月14日
- 早上6点：飓风巴德降级成热带风暴。
- 下午18点：飓风卡洛塔减弱成热带风暴。

7月15日
- 凌晨0点：热带风暴卡洛塔再次达到飓风强度。
- 早上6点：热带风暴巴德弱化成热带低气压。
- 中午12点：飓风卡洛塔的强度回落到热带风暴标准。

7月16日
- 中午12点：热带低气压巴德退化成残留低气压。
- 中午12点：热带风暴卡洛塔弱化成热带低气压。
- 下午18点：第五号热带低气压在墨西哥曼萨尼约西南偏南方向约845公里海域形成。

7月17日

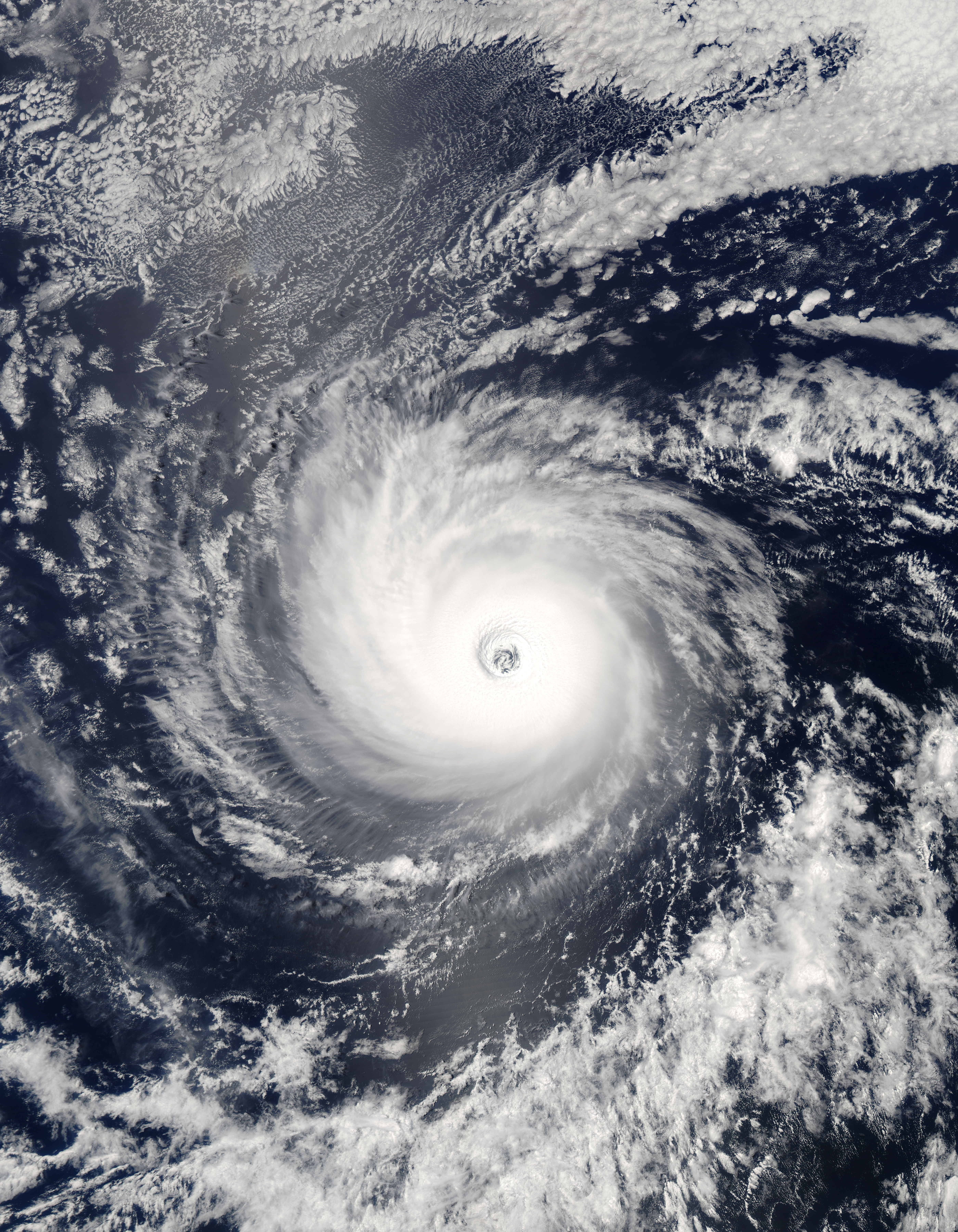
即将达到最高强度的飓风丹尼尔

- 凌晨0点：热带低气压卡洛塔退化成残留低气压。
- 中午12点：第五号热带低气压强化成热带风暴并获名“丹尼尔”（Daniel）。

7月18日
- 下午18点：热带风暴丹尼尔成为本季第三场飓风。

7月19日
- 下午18点：飓风丹尼尔达到二级飓风强度。

7月20日
- 早上5点：飓风丹尼尔成为全季第二场大型飓风。
- 下午18点：飓风丹尼尔强化成四级飓风。

7月21日
- 中午12点：第六号热带低气压在阿卡普尔科西南偏南方向约650公里洋面发展形成。

7月22日
- 早上6点：第六号热带低气压达到热带风暴强度并获名“艾米利亚”（Emilia）。

7月24日
- 中午12点左右：处于二级飓风强度的飓风丹尼尔穿过西经140°界线进入中太平洋飓风中心责任范围。

7月25日
- 早上6点：飓风丹尼尔降级成热带风暴。

7月26日
- 凌晨0点：热带风暴丹尼尔减弱成热带低气压。

7月27日
- 凌晨0点：热带低气压丹尼尔退化成残留低气压。
- 中午12点：热带风暴艾米利亚弱化成热带低气压。

7月28日
- 早上6点：热带低气压艾米利亚转变成残留低气压。

7月31日
- 下午18点：第七号热带低气压在下加利福尼亚州最南端西南方向约1575公里海域形成。

### 8月
8月1日
- 凌晨0点：第七号热带低气压增强成热带风暴并获命名为“法比奥”（Fabio）。

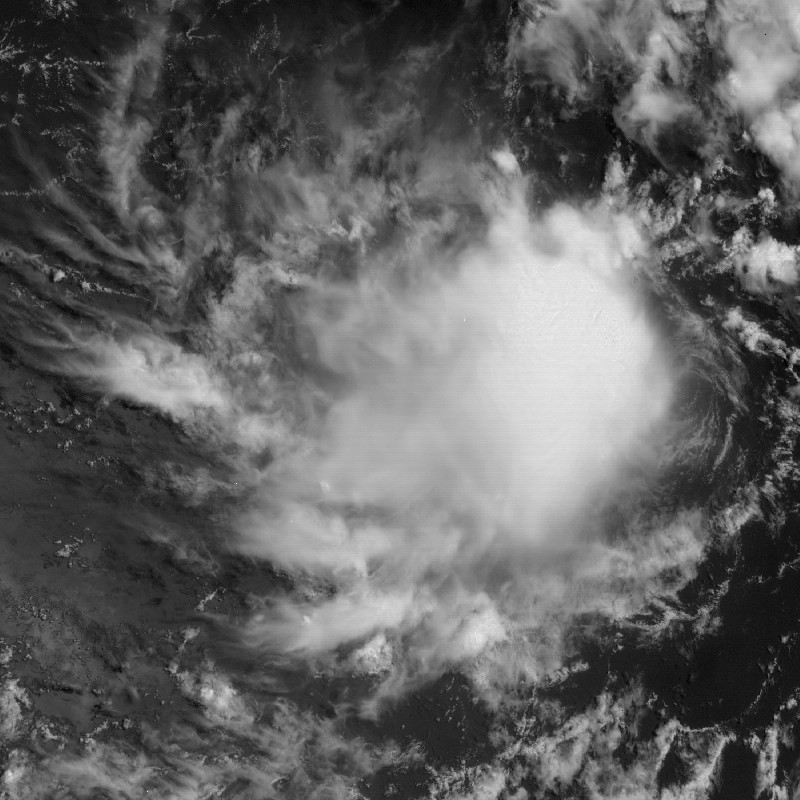
8月1日时的热带风暴吉尔玛

- 凌晨0点：第八号热带低气压在墨西哥阿卡普尔科西南方向约665公里洋面形成。
- 中午12点：第八号热带低气压升级成热带风暴并获名“吉尔玛”（Gilma）。

8月2日
- 早上6点：热带风暴吉尔玛降级成热带低气压。

8月3日
- 凌晨0点：热带风暴法比奥弱化成热带低气压。

8月4日
- 凌晨0点：热带低气压法比奥退化成残留低气压。
- 凌晨0点：热带低气压吉尔玛转变成残留低气压。

8月15日
- 下午18点：第九号热带低气压在下加利福尼亚半岛最南端的西南偏南方向约1205公里海域形成。

8月16日
- 凌晨0点：第九号热带低气压强化成热带风暴并获命名为“赫克托”（Hector）。

8月17日
- 早上6点：热带风暴赫克托达到飓风强度标准。

8月18日
- 凌晨0点：飓风赫克托成为二级飓风。

8月20日
- 凌晨0点：第一号热带低气压在檀香山以南约1250公里洋面发展形成。
- 中午12点：第一号热带低气压升级成热带风暴并获名“伊欧凯”（Ioke）。
- 中午12点：飓风赫克托减弱成热带风暴。

8月21日
- 凌晨0点：热带风暴伊欧凯达到飓风强度。
- 中午12点：第十号热带低气压在阿卡普尔科西南编南方向约555公里海域形成。
- 下午18点：飓风伊欧凯成为本季第三场大型飓风。
- 下午18点：第十号热带低气压强化成热带风暴并获命名为“伊莱亚娜”（Ileana）。

8月22日
- 凌晨0点：飓风伊欧凯达到四级飓风强度标准。
- 下午18点：热带风暴伊莱亚娜升级成飓风。

8月23日
- 凌晨0点：热带风暴赫克托降级成热带低气压。
- 早上6点：热带低气压赫克托退化成低气压。
- 早上6点：飓风伊莱亚娜达到二级飓风强度。
- 中午12点：飓风伊莱亚娜成为大型飓风。

8月24日

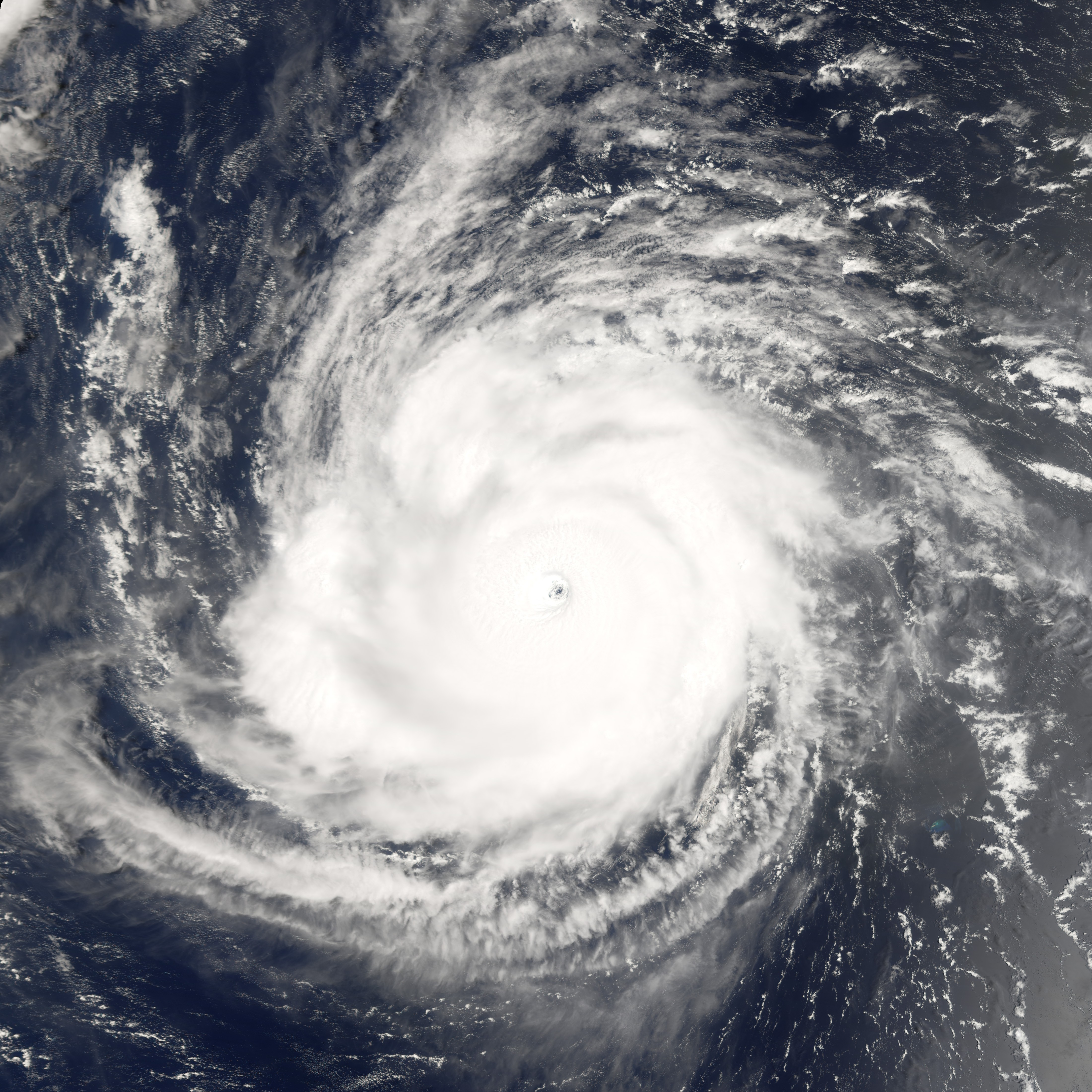
8月24日的飓风伊欧凯

- 早上6点：飓风伊欧凯之前减弱后再次达到三级飓风强度。
- 中午12点：飓风伊欧凯再次达到四级飓风标准。

8月25日
- 早上6点：飓风伊欧凯成为全季首场五级飓风。

8月26日
- 凌晨0点：飓风伊莱亚娜弱化成热带风暴。
- 中午12点：飓风伊欧凯之前减弱后重新达到五级飓风强度标准。

8月27日
- 早上6点：飓风伊欧凯，飓风伊欧凯以五级强度穿越国际日期变更线，离开中太平洋飓风中心责任范围。
- 中午12点：热带风暴伊莱亚娜降级成热带低气压。
- 下午18点：热带低气压伊莱亚娜转变成残留低气压。

8月28日
- 凌晨0点：第十一号热带低气压在墨西哥瓦哈卡州萨利纳克鲁斯（Salina Cruz）以南约435公里洋面发展形成。
- 中午12点：第十一号热带低气压升级成热带风暴并获名“约翰”（John）。

8月29日
- 中午12点：热带风暴约翰达到飓风强度。
- 下午18点：飓风约翰成为二级飓风。

8月30日
- 凌晨0点：飓风约翰达到大型飓风标准。
- 凌晨0点：第十二号热带低气压在下加利福尼亚半岛最南端西南方向约965公里海域形成。
- 早上6点第十二号热带低气压强化成热带风暴并获名“克里斯蒂”（Kristy）。
- 中午12点：飓风约翰成为四级飓风。

8月31日：
- 早上6点：热带风暴克里斯蒂达到飓风强度。

### 9月
9月1日
- 早上6点：飓风约翰在之前减弱后重新达到三级飓风强度。
- 早上6点：飓风克里斯蒂降级成热带风暴。

9月2日

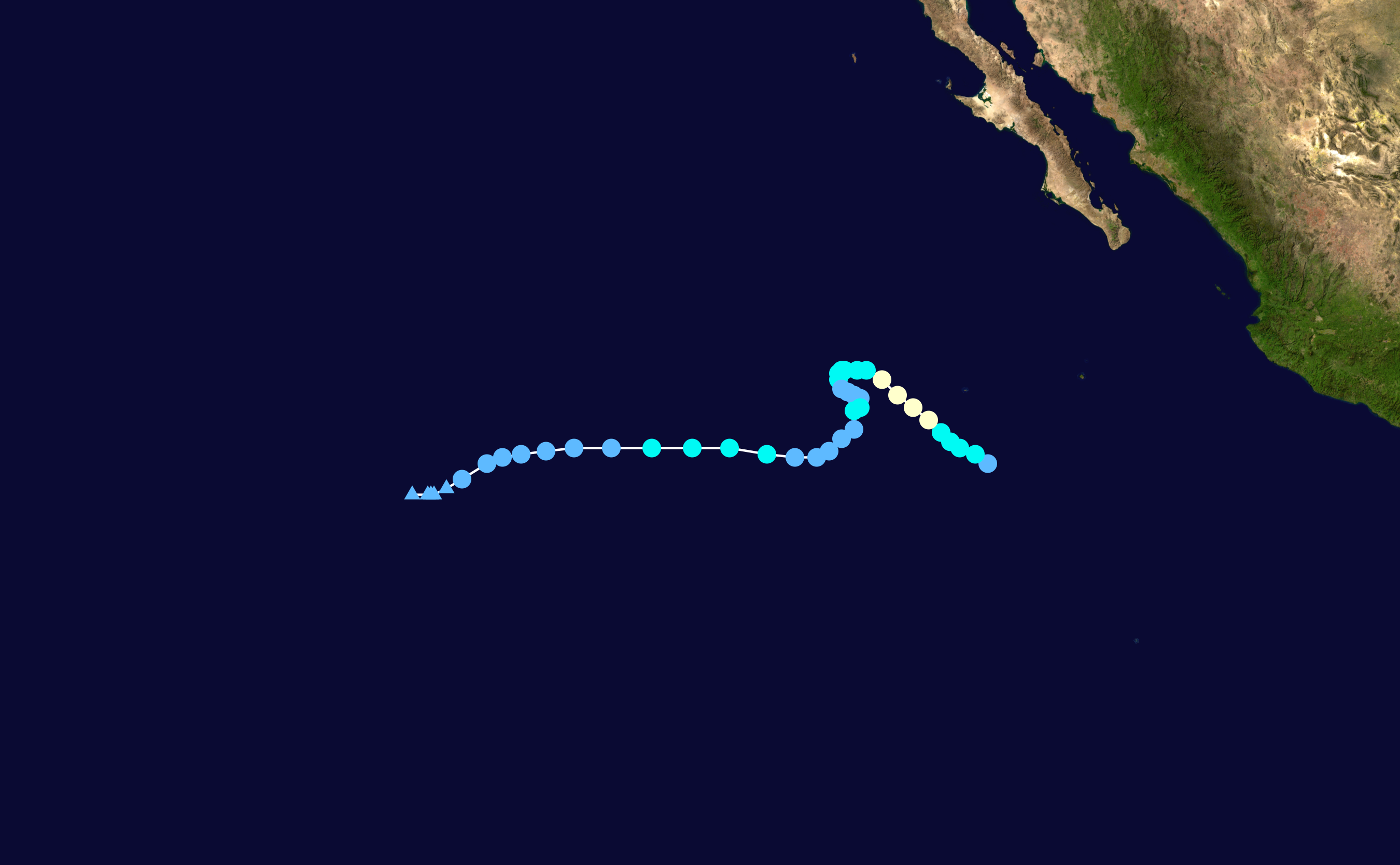
飓风克里斯蒂行进路径

- 凌晨2点：飓风约翰以风力时速175公里强度从南下加利福尼亚州最南端的卡布埃斯特角（Cabo del Este）附近登陆。
- 下午18点：飓风约翰弱化成热带风暴。
- 下午18点：热带风暴克里斯蒂减弱成热带低气压。

9月3日
- 下午18点：热带低气压克里斯蒂重新达到热带风暴强度。

9月4日
- 凌晨0点：热带风暴约翰减弱成热带低气压。
- 凌晨0点：热带风暴克里斯蒂降级成热带低气压。
- 下午18点：热带低气压约翰消散。

9月5日
- 中午12点：热带低气压克里斯蒂第三次达到热带风暴强度。

9月6日
- 中午12点：热带风暴克里斯蒂再度弱化成热带低气压。

9月8日
- 早上6点：热带低气压克里斯蒂转变成残留低气压。

9月13日
- 下午18点：第十三号热带低气压在墨西哥阿卡普尔科西南方向约185公里洋面形成。

9月14日
- 早上6点：第十三号热带低气压升级成热带风暴并获名“莱恩”（Lane）。

9月15日
- 凌晨12点：热带风暴莱恩达到飓风强度。

9月16日

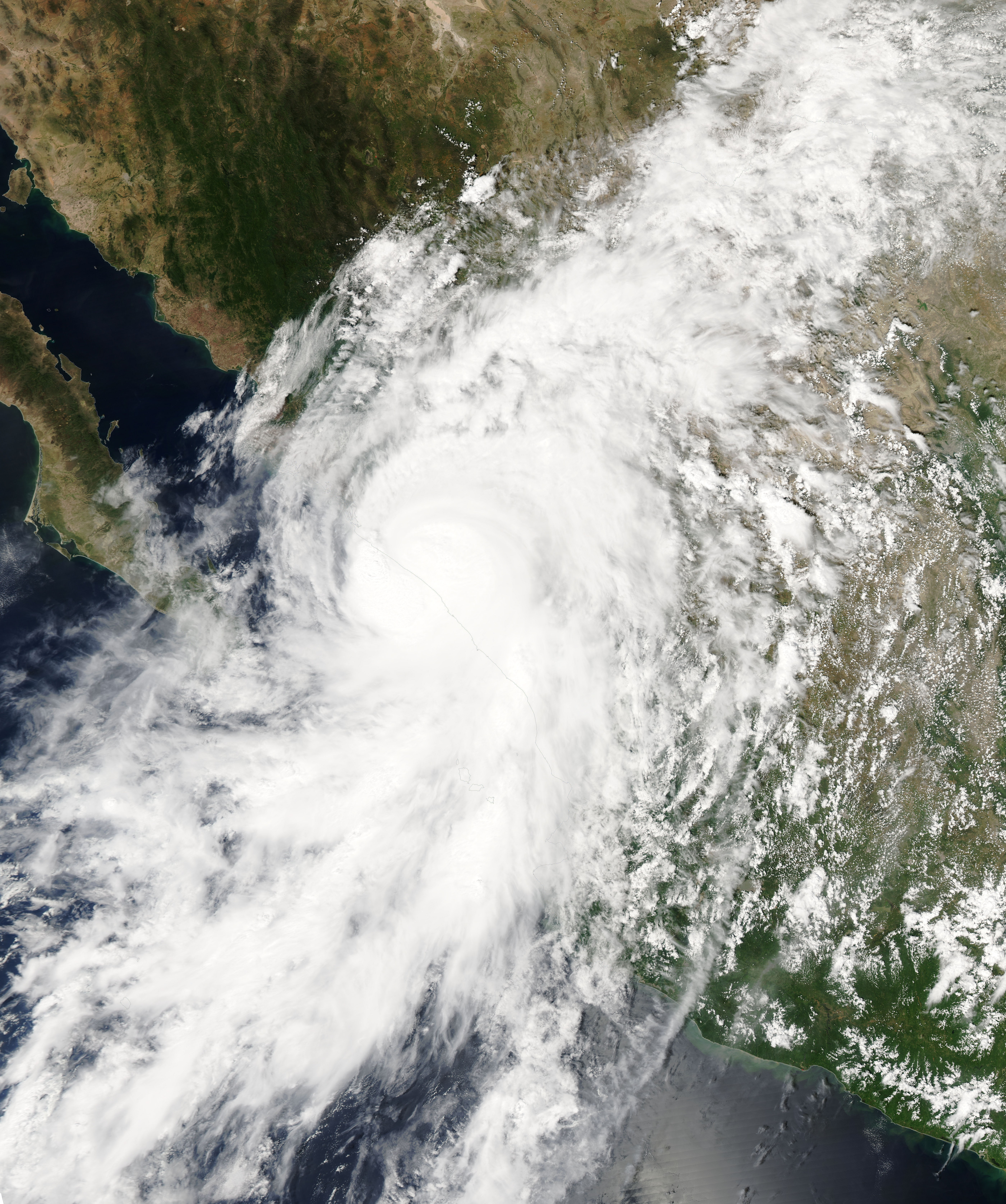
飓风莱恩登陆锡那罗亚州

- 凌晨0点：飓风莱恩成为二级飓风。
- 凌晨0点：第十四号热带低气压在墨西哥卡波圣卢卡斯（Cabo San Lucas）西南方向约815公里海域发展形成。
- 早上6点：飓风莱恩成为本季第五场大型飓风。
- 中午12点：第十四号热带低气压达到热带风暴标准并获名热带风暴米利安。
- 晚上19点15分，飓风莱恩以风力时速205公里强度从墨西哥锡那罗亚州一遍人烟稀少的海岸登陆。

9月17日
- 早上6点：飓风莱恩降级成热带风暴。
- 中午12点：热带风暴莱恩减弱成热带低气压。
- 下午18点：热带低气压莱恩消散。

9月18日
- 早上6点：热带风暴米利安弱化成热带低气压。
- 中午12点：热带低气压米利安退化成低气压。

9月19日
- 凌晨0点：第二号热带低气压在太平洋西经151.5°，北纬9.8°附近形成。

9月21日
- 凌晨0点：第二号热带低气压退化成一片不含下层环流中心的热带扰动。

9月26日
- 下午18点：第三号热带低气压在约翰斯顿环礁西南偏西方向约1145公里洋面形成。

9月27日
- 早上6点：第三号热带低气压消散。

### 10月
10月9日
- 凌晨0点：第十五号热带低气压在墨西哥卡波圣卢卡斯西南方向约1230公里海域发展形成。

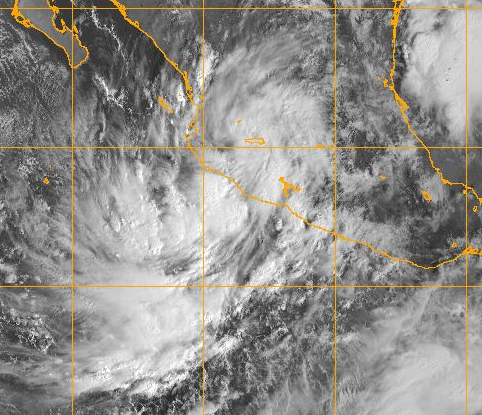
诺曼在墨西哥海岸附近再生的卫星图像

- 中午12点：第十五号热带低气压达到热带风暴强度并获名“诺曼”（Norman）。
- 下午18点：第十六号热带低气压下加利福尼亚州最南端西南偏西方向约2185公里洋面形成。

10月10日
- 早上6点：第十六号热带低气压达到热带风暴强度并获名“奥利维亚”（Olivia）。
- 下午18点：热带风暴诺曼减弱成热带低气压。

10月11日
- 中午12点：热带风暴奥利维亚降级成热带低气压。
- 下午18点：热带低气压诺曼退化成低气压。

10月13日
- 凌晨0点：热带低气压奥利维亚减弱成低气压，之后由诺曼的环流吸收。
- 下午18点：第四-%7BC%7D-号热带低气压在欧胡岛西南方向约1200公里海域发展形成。

10月14日
- 下午18点：第四号热带低气压退化成包含下层云层旋流的热带扰动。

10月15日
- 凌晨0点：热带低气压诺曼在墨西哥曼萨尼约东南偏南方向约325公里洋面再生。

10月16日
- 凌晨0点：热带低气压诺曼消散。

10月21日

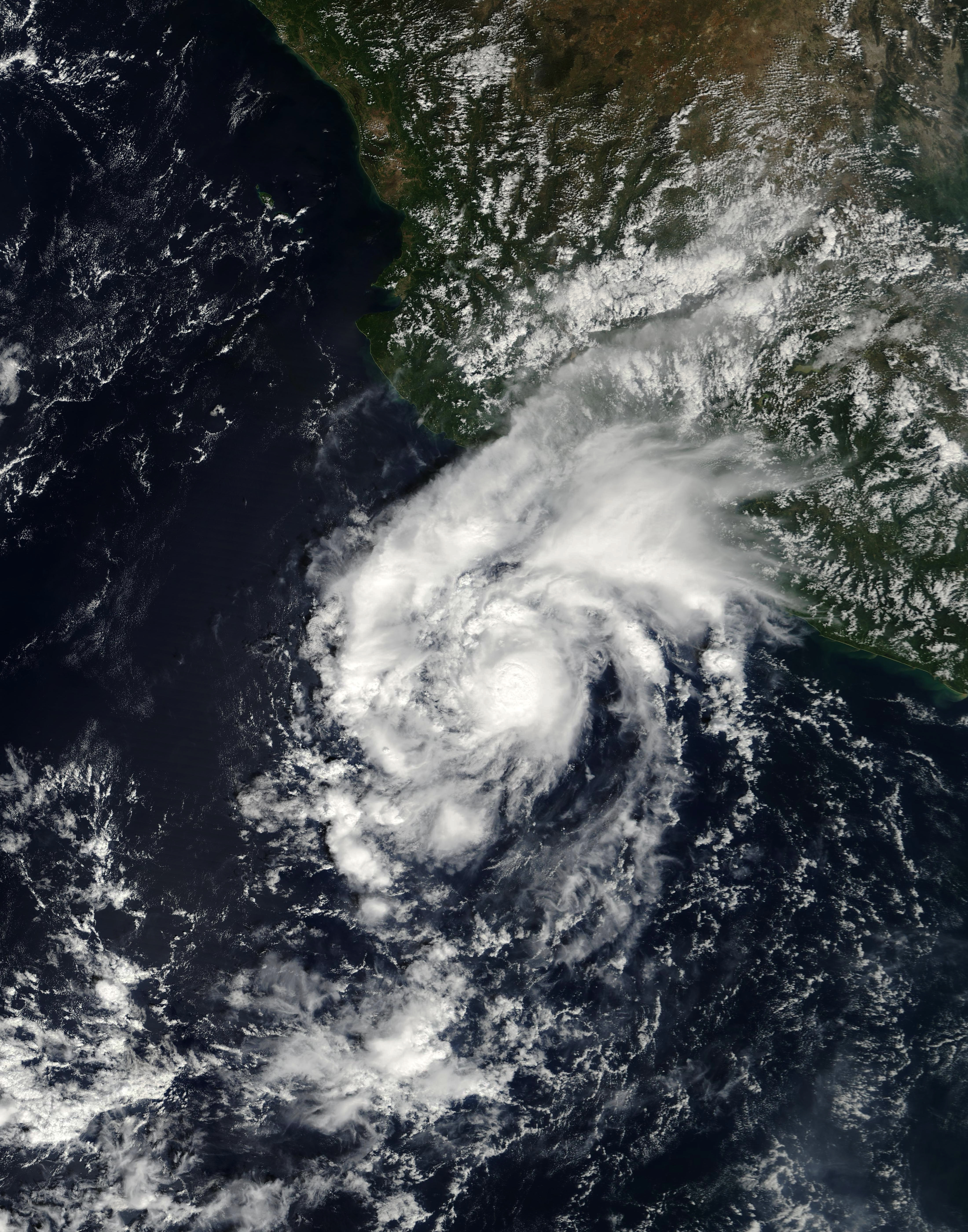
第十七E号热带低气压

- 早上6点：第十七号热带低气压在曼萨尼约西南偏南方向约465公里海域形成。
- 中午12点：第十七号热带低气压强化成热带风暴并获命名为“保罗”（Paul）.

10月23日
- 凌晨0点：热带风暴保罗达到飓风强度。
- 早上6点：飓风保罗成为二级飓风。

10月24日
- 中午12点：飓风保罗减弱成热带风暴。

10月26日
- 凌晨0点：热带风暴保罗降级成热带低气压。
- 凌晨4点：热带低气压保罗以每小时45公里风速在阿尔塔穆拉岛（Isla Altamura）最南端附近登陆。
- 早上6点：热带低气压保罗退化成残留低气压。
- 中午12点：第十八号热带低气压在曼萨尼约以南约250公里洋面发展形成。

10月28日
- 凌晨0点：第十八号热带低气压转变成残留低气压。

### 11月
11月8日
- 早上6点：第十九号热带低气压在墨西哥曼萨尼约以南约715公里海域形成。

11月9日
- 早上6点：第十九号热带低气压升级成热带风暴并获名“罗莎”（Rosa）。

11月10日
- 凌晨0点：热带风暴罗莎弱化成热带低气压。

11月11日
- 凌晨0点：热带低气压罗莎消散。
- 凌晨0点：第二十号热带低气压在曼萨尼约西南方向约1045公里洋面发展形成。
- 下午18点：第二十号热带低气压消散。

11月13日
- 下午18点：第二十一号热带低气压在曼萨尼约以南约740公里海域形成。

11月14日

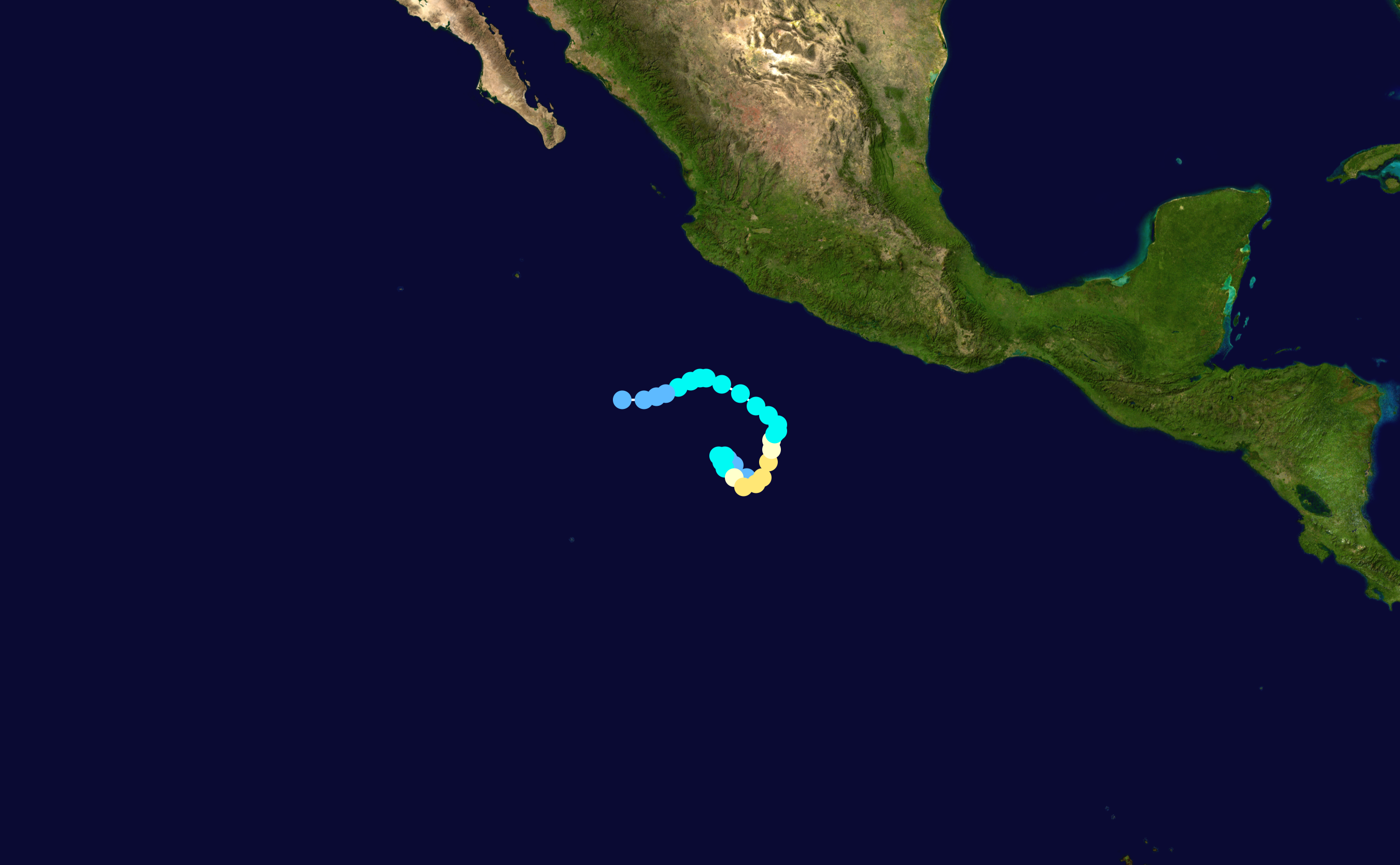
飓风塞尔吉奥移动路线

- 中午12点：第二十一号热带低气压达到热带风暴强度并获名“奥尔吉奥”（Sergio）。

11月15日
- 中午12点：热带风暴塞尔吉奥升级成飓风。
- 下午18点：飓风塞尔吉奥达到二级飓风强度。

11月17日
- 早上6点：飓风塞尔吉奥降级成热带风暴。

11月20日
- 凌晨0点：热带风暴塞尔吉奥减弱成热带低气压。

11月21日
- 凌晨0点：热带低气压塞尔吉奥消散。

11月30日
- 2007年中太平洋和东太平洋飓风季正式结束。

## 解释说明
1. ↑  大型飓风指最大持续风速可以在萨菲尔-辛普森飓风等级中达到三级或以上的风暴[6]。